# 뜨거운 비
"뜨거운 비"는 1993년에 개봉한 대한민국의 영화이다.

## 캐스팅
- 강문영 : 희란 역
- 김동현 : 유가와 고오지 역
- 이동준 : 이치오 역
- 엄도일
- 송금식
- 유명진
- 김태정
- 강태기
- 문동근
- 정민경
- 이은영
- 김기종
- 최용해
- 나갑성
- 임이호
- 박기수
- 안진수
- 박부양
- 신동욱
- 박중길
- 신찬일
- 문철재
- 홍충길
- 문미봉
- 이미영
- 김애라
- 김은숙
- 이승엽
- 이하나